# 意大利大区
意大利大区（拉丁語：Praefectura praetorio Italiae），是羅馬帝國于古代晚期的四个大区之一，囊括了意大利半島、巴尔干西部、多瑙河省份以及非洲北部。大区首府最初为罗马，后迁至梅蒂奥拉努，最终定于拉文納。

## 历史
该大区设立于337年君士坦丁大帝离世之后，最初下辖有阿非利加管区、意大利管区、潘诺尼亚管区、达契亚管区和马其顿管区（327年，最后两个管区并为默西亚管区），而意大利管区则一分为二，分别为直辖意大利（罗马城管辖的意大利，也称为“罗马城管区”）和补给意大利（谷物供给的意大利）管区。
347年，伊利里亚大区从中单独分划出来，囊括有潘诺尼亚、达契亚和马其顿。361年，尤利安将其废除，375年，再被格拉提安恢复。但是其东西帝国就其领土存在争议，直到395年，潘诺尼亚管区划归意大利大区，成为伊利里亚管区。
尽管西罗马帝国于476年灭亡，奧多亞塞与狄奧多里克大帝依旧沿用了罗马帝国的行政体制，故大区也得以保留。不过在查士丁尼一世的哥特战争后被东罗马帝国收复。568年，伦巴底人入侵，罗马控制的领土急剧缩减，最终，东罗马皇帝莫里斯将残余分散的土地重组为拉溫納督主教區。
不过直到7世纪仍有大区长官被证实，639年为最后一位可证实的长官，7世纪末期仍有一些印有“eparchos”（希腊语的“总长”）的印信存世，不过其也可能是代表“exarchos”（“总督”）。